# Bottaio

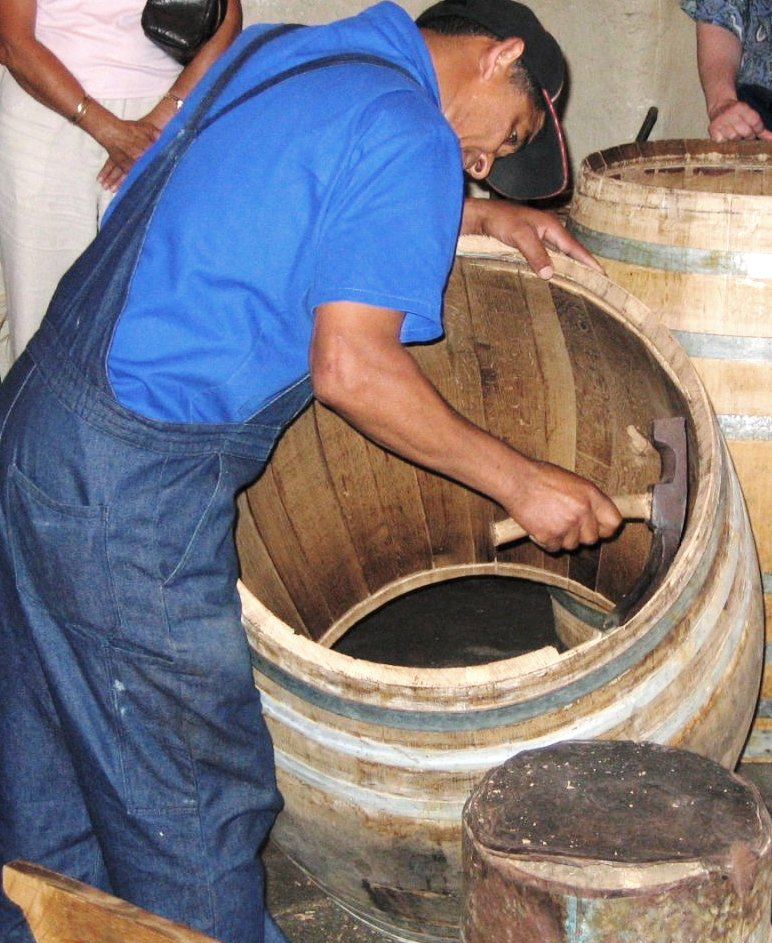
Un bottaio a Stellenbosch, Sudafrica

Il bottaio è il costruttore di botti in legno.

## Il mestiere
Oggi il mestiere del bottaio resiste ai tempi: in Italia è ancora possibile vedere all'opera un bottaio. Durante la creazione della botte il mastro bottaio sceglie il tipo di legno da utilizzare, per poi tagliarlo, ricavandone delle doghe che conserverà per la stagionatura, che solitamente dura da un anno a quattro anni.

## I tipi di legno utilizzati
Il legno pregiato proviene solitamente dalla Francia o dalla Slavonia.
Le principali qualità di legno utilizzate sono:
- legno di robinia;
- legno di castagno;
- legno di ciliegio;
- legno di rovere francese o di Slavonia.

Oggi il mercato offre anche botti ricavati da altre specie di quercia.

## Gli attrezzi
Per la lavorazione della botte, il bottaio utilizzava il martello, la pialla, il pialletto e la sgorbia.
Esemplari di antichi attrezzi da lavoro usati dal bottaio sono conservati presso i musei dell'artigianato. Tra di essi si possono annoverare: asce, forme, la "varrina" (in napoletano vriala), la "tupinara", un attrezzo atto a praticare fori conici, e lo stampo (dalla forma simile ad un martello artigianale), usato per battere i cerchi con la mazza. Altri utensili sono molto simili a quelli impiegati dai mastri d'ascia nella costruzione dei gozzi in legno.